# Лабенщина (городище)
Лабенщина (бел. Лабэншчына, Лабеншчына) — археологический памятник, городище культуры поздней штрихованной керамики (конец I тыс. до н. э. — III в.), около деревни Лабенщина.

## Описание
В 0,4 км к западу от деревни Лабенщина, на левом берегу ручья Криница (левый приток р. Свислочи), на стрелке длинного мыса, образованного 2 оврагами и поймой ручья. Площадка — овальной формы, размерами 42 х 68 м, высотой 12—14 м. С восточной напольной стороны 3 дугообразные валы и 2 рва, с северо-западного — 2 валы и ров. Высота внешних валов 0,5 — 0,7 м, внутреннего восточного — 2,2 м.
Открыл в 1926 году А. Д. Коваленя. В 1927 году А. Н. Лявданский заложил траншею 1 х 62 м, в которой обнаружил фрагменты печи-домницы, многочисленные обломки штрихованной керамики, железные изделия (шилы, ножи, серпы, шпильки), глиняные пряслицы. В 1950—1952 годах А. Г. Митрофанов исследовал 900 м².
Определено, что на начальной стадии существования поселение было слабо укрепленным, южные и восточные части площадки использовались для проживания. На рубеже эр поселение уничтожено в результате пожара, после чего было существенно перестроено: площадка расширялась за счет сбрасывания культурного слоя на склоны, появились деревянно-земляные укрепления. Обнаружены фрагменты 5 наземных жилищ столбовой конструкции. Два из них, лучшей сохранности, имели размеры 4,5 х 9,5 м и 4 х 8, 3 м. Отапливались очагами круглой или овальной формы, обложенными по краям глиняным валиком или камнями. Размеры очагов 0, 9 х 1,35 — 1,1 х 1, 4 м.
В нижних горизонтах культурного слоя преобладал горшковидный сосуд с высоким прямым, отогнутым наружу венчиком, круглым или плоским дном. Его поверхность полностью покрыта беспорядочной штриховкой, на шейке в ряде случаев имеются ямочные вдавливания. В верхних отложениях культурного слоя доминировали ребристые горшки, типичные для культуры поздней штрихованной керамики. Для них характерна вертикальная или диагональная штриховка ниже ребра сосуда, орнаментация в виде вертикальных либо горизонтальных защипов, ямочных и ногтевых вдавливаний на ребре, прокресленных линий на венчике.
Обнаружены железные ножи (9 штук: 3 целых и 6 обломков), шилы, топоры и топоровидные орудия труда, наконечники копья и дротика, шпора. Детали костюма представлены пряжками и посоховидными упильками. Среди украшений — бронзовые трапеца- и глазковидные подвески, височные кольца, перстни, глиняные бусинки, амулеты из клыков медведя. Изделия из кости встречаются редко (топорик из рога лося, шпильки, гребень с циркулярным орнаментом на спинке). Присутствуют многочисленные и разнообразные глиняные пряслицы, часть из которых орнаментирована; грузики благородного типа из глины и тигли. Наконечник пояса из бронзы относится к середине — 2-й половине I тысячелетия.